# Maxime Gentges
 (juillet 2017).
Maxime Gentges, né le 19 janvier 1995 à Malmedy, est un gymnaste belge. Il est le frère du gymnaste Gilles Gentges.

## Palmarès

### Palmarès 2023
- Médaillé d'argent au cheval d'arçons aux Championnats d'Europe de gymnastique artistique 2023 à Antalya[2]

### Palmarès 2015
Challenge Cup Cottbus - Cottbus (seniors) : 34e place aux barres parallèles - 15e place en barre fixe
Championnat de Belgique (seniors) : 2e place
Championnat d'Europe (seniors) : 21e place AA

### Palmarès 2014
Championnat FfG Div. 1 (seniors) : 1re place
Championnat de Belgique (seniors) : 4e place
Championnat d'Europe - Sofia (seniors) : 11e place par équipe
Championnat du Monde - Nanning (seniors) : 19e place par équipe
Match international Ita/Gbr/Ned/Bel - Ancona (seniors) : 14e place AA - 23e place au sol - 24e place aux arçons - 17e place aux anneaux - 27e place au saut - 7e place aux barres parallèles - 9e place en barre fixe- 5e place en équipe
Match international Bel/Fin - Gand (seniors) : 4e place AA
Match international Fra/Bel/Esp - Rouan (seniors) : 2e place en équipe

### Palmarès 2013
Championnat FfG Div. 1 (seniors) : 1re place
Championnat de Belgique (seniors) : 2e place
Universiades - Kazan (seniors) : 37e place
Wase Gym Cup - Melsele (cat. Juniors/seniors) : 1re place AA - 6e place au sol - 2e place aux arçons - 1re place aux anneaux - 2e place au saut - 1re place aux barres parallèles - 1re place en barre fixe
Coupe Avenir : participants invités
Voronin Cup - Moscou (seniors) : 10e place AA - 5e place au sol - 8e place aux anneaux - 6e place en barre fixe - 6e place en équipe

### Palmarès 2012
Championnat de Belgique (juniors) : 4e place
Match international Junior Bel/Fra - Stekene : 6e place AA - 2e place en équipe
Match international Ned/Bel/Swe - Waalwijk (juniors) : 6e place AA - 1re place en équipe
Match international Bel/Ned - Gand (juniors) : 3e place
Championnat d'Europe - Montpellier (juniors) : 24e place AA - 5e place en équipe
Wase Gym Cup : 21e place AA - 1re place barre fixe

### Palmarès 2011
Championnat FfG Div. 1 (juniors) : 2e place
Championnat de Belgique (juniors) : 4e place
London Men's Open (juniors) : 8e place
International Junior Team Cup - Berlin (95-96) : 12e place AA - 10e place en équipe
Match international Junior Bel/Ned/Swe - Gand : 3e place AA - 2e place en équipe
Match international Junior Fra/Bel - Avignon : 5e place AA - 1re place en équipe
Festival Olympique de la Jeunesse -Trabzon : 9e place AA - 3e place aux arçons - 7e place au saut - 5e place en équipe
Match international Junior Ger/Can/Bel - Kienbaum : 1re place en équipe

### Palmarès 2010
Championnat FfG Div. 1 (juniors) : 2e place
Coupe Avenir (cat. 3) : 11e place AA - 2e place en équipe - 2e place au sol - 5e place  aux arçons - 4e place au saut - 4e place en barre fixe
Austrian Future Cup - Linz (age group 2) : 13e place AA - 3e place en équipe